# Ashley Fires
Ashley Fires (Northridge, California; 2 de marzo de 1982) es una actriz pornográfica estadounidense. Está casada con el director de cine porno Jack Kona.

## Premios
- 2009 XBIZ Award – Web Babe/Starlet of the Year - Nominación[4]
- 2010 XBIZ Award – Web Babe of the Year - Nominación[5]
- 2011 AVN Award – Best Web Star - Nominación[6]
- 2011 XBIZ Award – Web Babe of the Year - Nominación[7]
- 2012 XBIZ Award – Web Babe of the Year - Nominación[8]
- 2012 AVN Award – Best Double-Penetration Scene - Burning Embers - Nominación[9]
- 2012 AVN Award – Best All-Girl Group Scene - Bobbi's World - Nominación[9]